# Pseudoschmidtia sakalava
Pseudoschmidtia sakalava är en insektsart som först beskrevs av Henri Saussure 1903.  Pseudoschmidtia sakalava ingår i släktet Pseudoschmidtia och familjen Euschmidtiidae. Inga underarter finns listade i Catalogue of Life.